# Chloropteryx rhodelaea
Chloropteryx rhodelaea là một loài bướm đêm trong họ Geometridae.